# Dysauxes taurica
Dysauxes taurica är en fjärilsart som beskrevs av Max Wilhelm Karl Draudt. Dysauxes taurica ingår i släktet Dysauxes och familjen björnspinnare. Inga underarter finns listade i Catalogue of Life.